# Родгау
Родгау (њем. Rodgau) град је у њемачкој савезној држави Хесен. Једно је од 13 општинских средишта округа Офенбах. Према процјени из 2010. у граду је живјело 43.047 становника. Посједује регионалну шифру (AGS) 6438011.

## Географски и демографски подаци
Родгау се налази у савезној држави Хесен у округу Офенбах. Град се налази на надморској висини од 128 метара. Површина општине износи 65,0 km². У самом граду је, према процјени из 2010. године, живјело 43.047 становника. Просјечна густина становништва износи 662 становника/km².

## Међународна сарадња
| Мјесто       | Држава    | Врста сарадње | Од    |
| ------------ | --------- | ------------- | ----- |
| Доња Стубица | Хрватска  | партнерство   | 2002. |
|              | Француска | партнерство   | 1974. |
| Нијепорт     | Белгија   | партнерство   | 1975. |
| Хајнбург     | Аустрија  | партнерство   | 1974. |
| Извор        |           |               |       |